# ダルハン市
ダルハン市（モンゴル語: Дархан、英語: Darkhan）は、モンゴル国北部、
ダルハン・オール県の中心市で、モンゴル第3の都市。

## 概要
人口約8万人。モンゴル縦貫鉄道が市内を通り、工業都市と位置付けられる。ツェデンバルによるモンゴル北部の工業開発を受けて1961年に都市開発が開始。ソ連をはじめコメコン諸国の技術的および経済的支援を受けた。

## 姉妹都市
| 都市名             | 地域名                | 国名             |
| ------------------ | --------------------- | ---------------- |
| ディミトロヴグラト | ハスコヴォ州          | ブルガリア共和国 |
| ツィッツ           | ザクセン･アンハルト州 | ドイツ連邦共和国 |
| アービング         | テキサス州            | アメリカ合衆国   |
| カポシュヴァール   | ショモジ県            | ハンガリー国     |
| ウラン・ウデ       | ブリヤート共和国      | ロシア連邦       |